# Ólafsfjörður (Fjord)
Der Ólafsfjörður ist ein Fjord im Nordosten von Island.
Er liegt westlich vom Eyjafjörður auf der Halbinsel Tröllaskagi.
Westlich liegt der Héðinsfjörður.
Der Ólafsfjörður ist etwa 3 km breit und reicht 4,5 km weit ins Land.
Zwei 500 und 800 m breite Landzungen innen im Fjord trennen den See Ólafsfjarðarvatn vom offenen Meer.
Der See reicht weitere 3 km ins Land.
Am Ostufer kommt der Ólafsfjarðarvegur  durch den 3,4 km langen Tunnel Múlagöng in den Fjord.
Bei der östlichen Landzunge liegt der Fischerort Ólafsfjörður mit seinen 755 Einwohnern (Stand 1. Januar 2023).
Hier biegt die Straße nach Süden ab und führt am Ólafsfjarðarvatn vorbei über die Lágheiði.
Weiter nach Westen wird der Ólafsfjarðarvegur zum Siglufjarðarvegur .
Auf einer 14 m langen Brücke überquert die Straße die Ólafsfjarðará an ihrer Mündung und führt weiter in Richtung Westen durch den Héðinsfjarðargöng.